# Industriekultur Leipzig
Der Industriekultur Leipzig e. V. ist ein gemeinnütziger Verein für die Industriekultur in Leipzig und Region, um Industrie und Kultur in verschiedenen Ausprägungen der Öffentlichkeit zu zeigen.

## Gründung und Ziele
Der Industriekultur Leipzig e. V. wurde am 10. September 2009 im Leipziger Grassimuseum mit dem Ziel gegründet, das Thema Industriekultur mehr ins Bewusstsein der Bürger und Behörden zu rücken und anhand von Projekten und Veranstaltungen in der Öffentlichkeit darauf aufmerksam zu machen. Durch bürgerschaftliches Engagement kann jede natürliche und juristische Person mitmachen und Mitglied werden, gemeinsam die lokale und regionale Industriekultur zu erhalten, zu dokumentieren und Interessierten zugänglich zu machen. Dazu gehören vor allem öffentliche Vorträge und Führungen sowie die jährlich stattfindenden Tage der Industriekultur in Leipzig und Region. Der Vorsitzende ist der Ingenieur und Professor für Informationssysteme Markus Krabbes. Gegründet wurde der Verein auf Initiative vom Journalisten und Verleger Heinrich Moritz Jähnig.

## Tage der Industriekultur
Erstmals fanden die Tage der Industriekultur im August 2013 statt, an dem lokale und regionale Akteure, Vereine, Einrichtungen, Museen und Unternehmen teilnehmen, um ihre Industriekultur der Öffentlichkeit vorzustellen. Dazu gehören die Offenen Werktore, wo Besucher hinter die Kulissen blicken können, die sonst nicht geöffnet sind. Führungen und Vorträge werden angeboten, die ehemalige und gegenwärtige Unternehmen und ihre Produkte beleuchten sowie Besichtigungen durch ehemalige Verlagsgebäude und Messehäuser. Auch die Region profitiert davon, wie der Bergbau-Technik-Park im Leipziger Neuseenland. Seit 2016 findet im Rahmen der Eröffnung das Industriekulturfestival mit Rahmenprogramm aus Kunst, Musik und Gespräch statt, das 2020 im Kunstkraftwerk erfolgte.

## Karl-Heine-Preis
Mit dem undotierten Preis sollen Innovationsgeist, unternehmerisches Handeln und gesellschaftliches Engagement mittelständischer Unternehmen als Kern Leipziger Industriekultur gewürdigt werden. Die Statue wurde vom Künstler Philipp Fritzsche entworfen.  Preisträger waren 2020 Ludwig Koehne von Kirow Ardelt GmbH, 2019 Uwe Rothkegel von Rothkegel Baufachhandel GmbH und 2018 SBF Spezialleuchten GmbH. Die Preisverleihung findet im Rahmen des Neujahrsempfanges des Vereins am Geburtstag von Karl Heine (10. Januar) statt.

## Katalog Leipziger Industriekultur
Mit dem Katalog wird an die industrielle Vergangenheit Leipzigs erinnert, indem im Verfall befindliche und sanierte Objekte beschrieben werden. Porträtiert werden dabei auch Unternehmer und ihre Produkte. Derzeit können ca. 130 erfasste Objekte auf einer Website eingesehen werden. Ferner ist vorgesehen, eine gedruckte Broschüre herauszugeben.
Mit dem Projekt Linie 14 kann man anhand eines Faltblattes selbstständig industrielle Sehenswürdigkeiten, vor allem in Bezug auf den Industriepionier Karl Heine, mit der Straßenbahn und zu Fuß erkunden und kennenlernen. Im Rahmen der Industriekulturtage finden moderierte Rundfahrten in einer im Linienverkehr eingesetzten Straßenbahn statt.

## Kinder und Jugend
Um die Nachwuchsförderung in Unternehmen zu unterstützen, beteiligt sich der Verein mit Projekten, um junge Menschen mit MINT-Berufen in Berührung zu bringen. Dazu gehören unter anderem „PEGASUS – Schulen adoptieren Denkmale“ und die „IndustyRallye – Entdecke Deinen Beruf“, in dem Kinder und Jugendliche auf einer Rallye Industriekultur und Unternehmen kennenlernen und anschließend einen Ausbildungsbetrieb besichtigen, bei dem sie mit Ausbildern und Auszubildenden ins Gespräch kommen.